# RosaLila PantherInnen
Die RosaLila PantherInnen (RLP) – LGBTIQ Interessenvertretung Steiermark, 1991 als Rosarote Panther gegründet, sind ein steirischer Verein, der satzungsgemäß für die Gleichstellung von Lesben und Schwulen, aber auch für Bisexuelle und Transgender-Personen und Intergeschlechtlich geborene Menschen arbeitet. Seinen jetzigen Namen trägt der Verein seit 1997.
Der Verein engagiert sich auf verschiedenen Ebenen, um die Rechte der LGBTIQ-Community zu stärken und ein offenes, respektvolles Miteinander zu fördern. Die wichtigsten Aktivitäten umfassen Beratung und Hilfe, politisches Lobbying sowie Bildungs- und Gesellschaftsarbeit. Die RosaLila PantherInnen verstehen sich als Anlaufstelle für alle Menschen, die Unterstützung benötigen, sei es auf persönlicher, sozialer oder politischer Ebene.
Die Organisation zeichnen sich dadurch aus, dass der Verein nicht nur durch die Stadt Graz, das Land Steiermark und den Bund gefördert wird, sondern auch einen großen Teil seiner Gelder durch zahlreiche erfolgreiche Veranstaltungen wie den Grazer Tuntenball, den CSD Graz oder die FAGtory Clubbings in der Postgarage selbst erwirtschaften kann.
Die RosaLila PantherInnen sind heute einer der wichtigsten Akteure der LGBTIQ-Community in der Steiermark und weit darüber hinaus und setzen sich unermüdlich für Gleichstellung und Akzeptanz ein.

## Geschichte
Der Verein RosaLila PantherInnen, der 1991 in Graz gegründet wurde, geht auf den Verein Homosexuelle Initiative (HOSI) Steiermark zurück, der von 1983 bis 1989 bestand. Nach der Auflösung der HOSI gründeten vor allem junge Aktivist*innen am 7. November 1991 die „Rosaroten Panther – schwul-lesbische Aktion“. Die Vereinsgründung markierte den Beginn eines langjährigen Engagements für die Rechte von Lesben, Schwulen und anderen queeren Menschen in der Steiermark. 

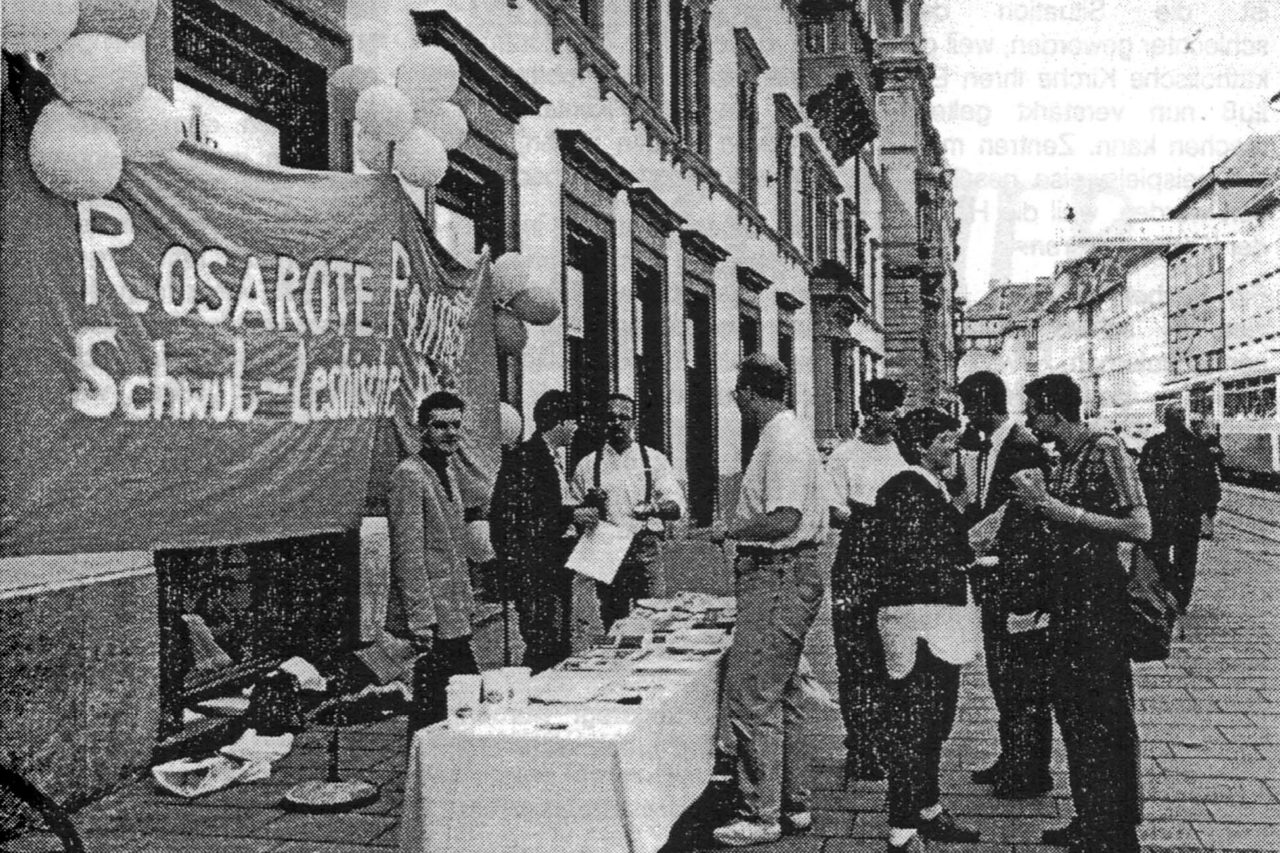
1992: Infostand in der Herrengasse beim Landhaus

Bereits 1992 trat der Verein öffentlich in Erscheinung: Am 24. Juni wurde die erste Ausgabe der Vereinszeitung „Rosa-Lila Buschtrommel“ in der Grazer Märchengrottenbahn präsentiert. Am 28. Juni desselben Jahres organisierte der Verein die erste Aktion zum Christopher Street Day im Grazer Stadtpark. Ebenfalls 1992 fand der Verein in den Räumlichkeiten der Sozialistischen Jugend am Mehlplatz im „Simply Red“ ein temporäres Zuhause. Dort blieb man bis 1995, als durch Eigenbedarf der SPÖ ein erneuter Umzug notwendig wurde.
Im Jahr 1996 eröffnete der Verein das erste Lesben- und Schwulenzentrum feel free in der Rapoldgasse 24, das zu einem wichtigen Treffpunkt und Zentrum der queeren Gemeinschaft in Graz wurde. Der Verein wurde am 26. Februar 1997 in „Die RosaLila PantherInnen – schwul-lesbische Arbeitsgemeinschaft Steiermark“ umbenannt.
In den folgenden Jahren wurden zahlreiche Initiativen gestartet. 1998 organisierten die RosaLila PantherInnen im Rahmen der Landesausstellung YOUGend das erste internationale schwul-lesbische Jugendtreffen. 1999 entstand der Reader „eine/r in jeder Klasse“, der sich an Schulen und Jugendarbeit richtete und das Thema Homosexualität behandelte. Im selben Jahr wurde die Vereinszeitung Pride in Kooperation mit der HOSI Linz herausgegeben.

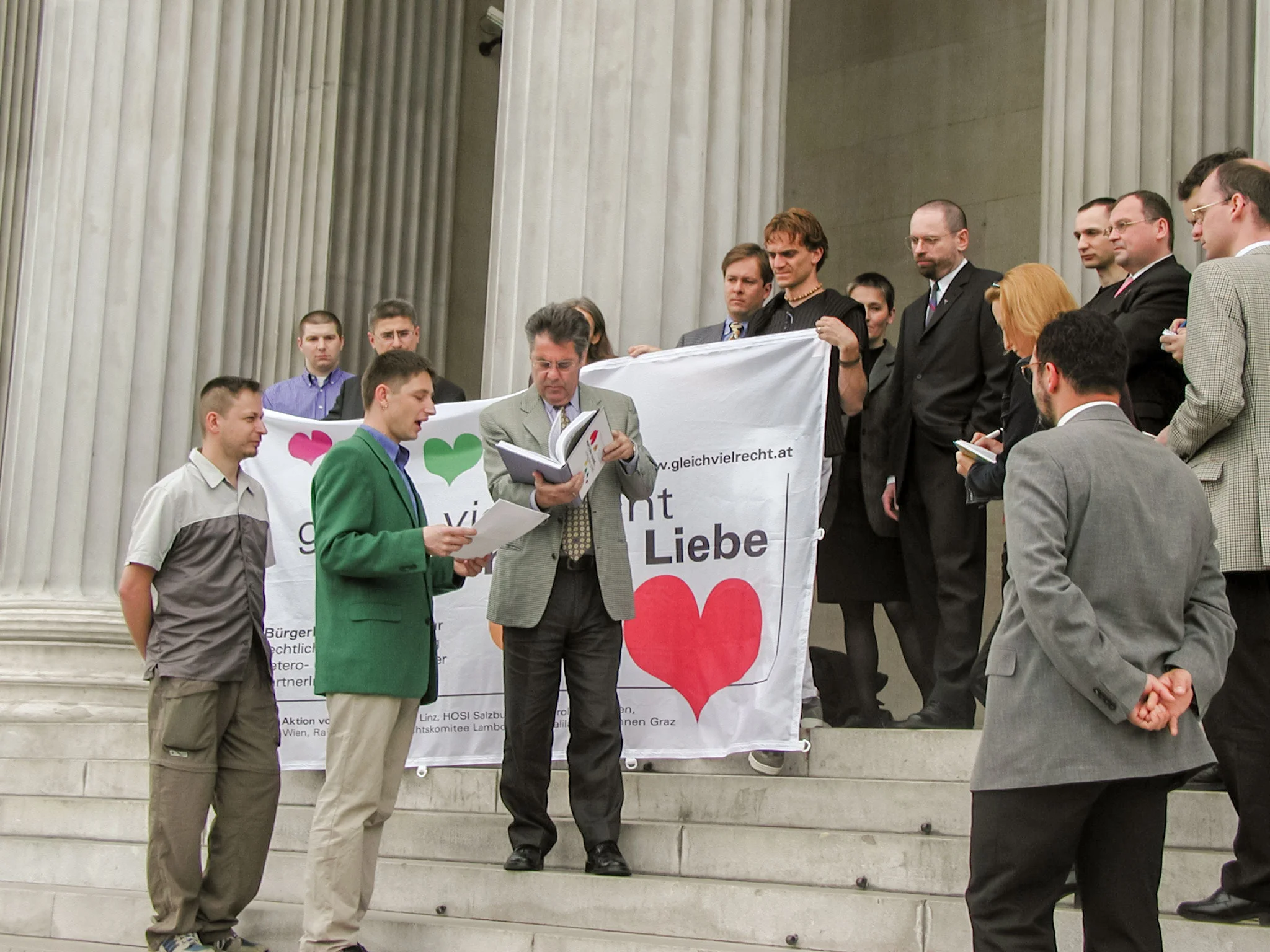
Übergabe der BürgerInneninitiative „Gleich viel Recht für gleich viel Liebe“ an Nationalratspräsidenten Heinz Fischer

2005 zog der Verein mit dem feel free in die Annenstraße 26, in die Räumlichkeiten der ehemaligen Grazer Stadtbibliothek. Zu den wichtigen Aktivitäten gehören Peer-Beratung und Safer-Sex-Aufklärung, die Erstellung und Verbreitung von Broschüren, der Betrieb einer Bibliothek sowie die Erstellung des Grazer Gay Guide. Im feel free gab es außerdem Büroarbeitsplätze und einen Aufenthaltsraum, der für verschiedene Gruppentreffen des Vereins genutzt wurde.
Im Jahr 2010 wurde der Verein durch die erfolgreiche Umsetzung der „Deklaration für Gerechtigkeit und Gleichberechtigung für Schwule und Lesben“ im steiermärkischen Landtag erneut gestärkt. Ein weiterer Meilenstein in der Vereinsgeschichte war die Auszeichnung der Coming-Out-Broschüre als eines der besten EU-Jugendprojekte im Jahr 2004.
Seit 2007 bietet der Verein Workshops speziell für Jugendliche ab 13 Jahren an Schulen, Sozial- oder Integrationseinrichtungen an und engagiert sich bis heute intensiv für die Rechte von queeren Menschen in der Steiermark.

2023 wurde Österreichs erstes queeres Jugend- und Community Center in der Annenstraße 27 eröffnet. Das queere und Community Center ist ein Safer Space für queere Menschen im öffentlichen Raum. Es bietet spezielle Öffnungszeiten für Jugendliche und einen Beratungsraum. Abends finden regelmäßig Themenabende oder Partys mit Barbetrieb für alle statt. Die Räumlichkeiten in der Annenstraße 26 werden seither nur mehr als Vereinsbüro genutzt. 

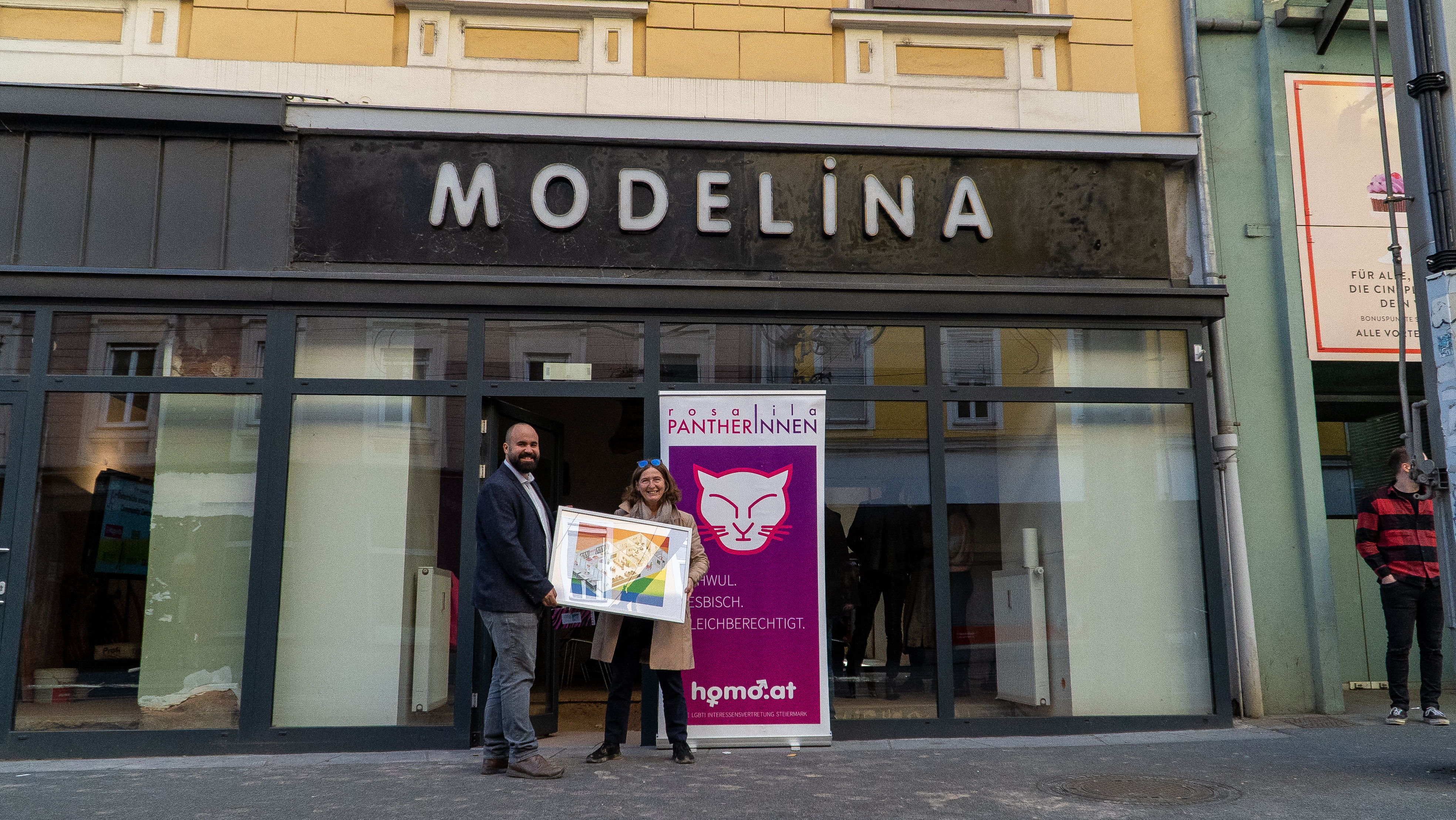
Vorsitzender Joe Niedermayer und die Grazer Bürgermeisterin Elke Kahr vor der Baustelle des ersten queeren Jugend- und Community Centers in Österreich

Ein herausragender Erfolg in der Vereinsgeschichte war die Verleihung des Menschenrechtspreises des Landes Steiermark im Jahr 2022, die die langjährige Arbeit der RosaLila PantherInnen würdigte.
Das Sozialministerium fördert 2023 in das steirische Workshop-Projekt. Von nun an können angestellte Teams mit dem queerfacts Workshop in Kooperation mit lokalen Organisationen queere Workshops in den Bundesländern Steiermark, Salzburg und in Wien arbeiten. 2024 wird das Bildungsprojekt erweitert und soll künftig auch in den Bundesländern Kärnten, Oberösterreich und Vorarlberg durchgeführt werden.

### Wichtige Meilensteine
- 07.11.1991: Gründung der RosaLila PantherInnen
- 24.06.1992: Erste Ausgabe der „Rosa-Lila Buschtrommel“ erscheint
- 28.06.1992: Erste Grazer Aktion zum Christopher Street Day im Grazer Stadtpark
- 12.1995: Veröffentlichung der ersten Homepage
- 09.1996: Eröffnung des ersten Lesben- und Schwulenzentrums feel free in der Graz Rapoldgasse
- 18.05.2001: Kurt Zernig überreicht als Erstunterzeichner Nationalratspräsidenten Heinz Fischer die BürgerInneninitiative „Gleich viel Recht für gleich viel Liebe“ zur Gleichbehandlung gleichgeschlechtlicher PartnerInnen.
- 24.09.2005: Umzug des feel free in die Annenstraße 26
- 21.08.2020: Anschlag auf das Vereinszentrum der RosaLila PantherInnen
- 18.04.2023: Eröffnung Österreichs ersten queeren Jugend- und Community Centers in der Annenstraße 27
- 02.2023: Das steirische Workshop-Projekt „queerFacts“ wird österreichweit angeboten.
- 02.05.2023: Vereinsgründer Kurt Zernig erhält das Goldene Ehrenzeichen des Landes Steiermark

## Beratung
Die Beratung stellt eine Kernaufgabe der RosaLila PantherInnen dar. So finden regelmäßig kostenlose Beratungen auf Anfrage statt. Auch für Eltern queerer Kinder stehen beratende Mütter und Väter zur Verfügung. Du kannst mit dem Expert*innen Team der psychosozialen Beratung bestehend aus Fachpersonal der klinischen Psychologie und der Sozialen Arbeit alleine sprechen oder auch eine Vertrauensperson mitbringen. Alle Angebote der RosaLila PentherInnen sind kostenlos und selbstverständlich verpflichten sie sich zur Verschwiegenheit. Beratungsanfragen sind auch telefonisch und über das Beratungsformular auf der Homepage möglich.

### Psychosoziale Beratung
In deinem wertfreien und geschützten Rahmen haben sie die Möglichkeit über Belastungen zu sprechen, die stärken der Klient*innen zu fördern und Handlungsfelder zu erweitern. Es ist ihnen ein Anliegen die persönliche Situation zu verstehen und im gemeinsamen Gespräch geeignete Lösungsmöglichkeiten zu erarbeiten.
- Paartherapie bei Konflikten in der Partner*innenschaft oder bei Trennungsambivalenzen
- Familienberatung & Mediation
- Individuelle Lebenskrisen: Therapeutisches Angebot bei Schicksalsschlägen, Veränderungssituationen oder persönlichen Belastungen
- Eltern- & Erziehungsberatung
- Krisenintervention
- Coaching bei beruflichen Belastungen
- Beratung zu Sexualität und Gender
- Selbsterfahrung zur Unterstützung persönlicher Weiterentwicklung

### Peer-Gespräche
Die Peer-Gespräche sind eine persönliche Unterstützung von Betroffenen für Betroffene und eine wertvolle Möglichkeit für ein gemeinsames Gespräch, mit einer Person im selben Alter der Klient*innen und auf Augenhöhe. Beide Gesprächspartner*innen sind dabei gleichberechtigt und profitieren aus den persönlichen Erfahrungen der anderen.
- Lebenserfahrung als queere Menschen
- Raum für ehrliche und wertfreie Gespräche über belastende Themen
- Respekt, Offenheit und Verschwiegenheit
- Unterstützung bei individuellen Problemlösungen
- Orientierungshilfe und Begleitung beim Coming Out
- Kompetente Informationen zu gesundheitlichen und rechtlichen Fragen

## Bildungsarbeit

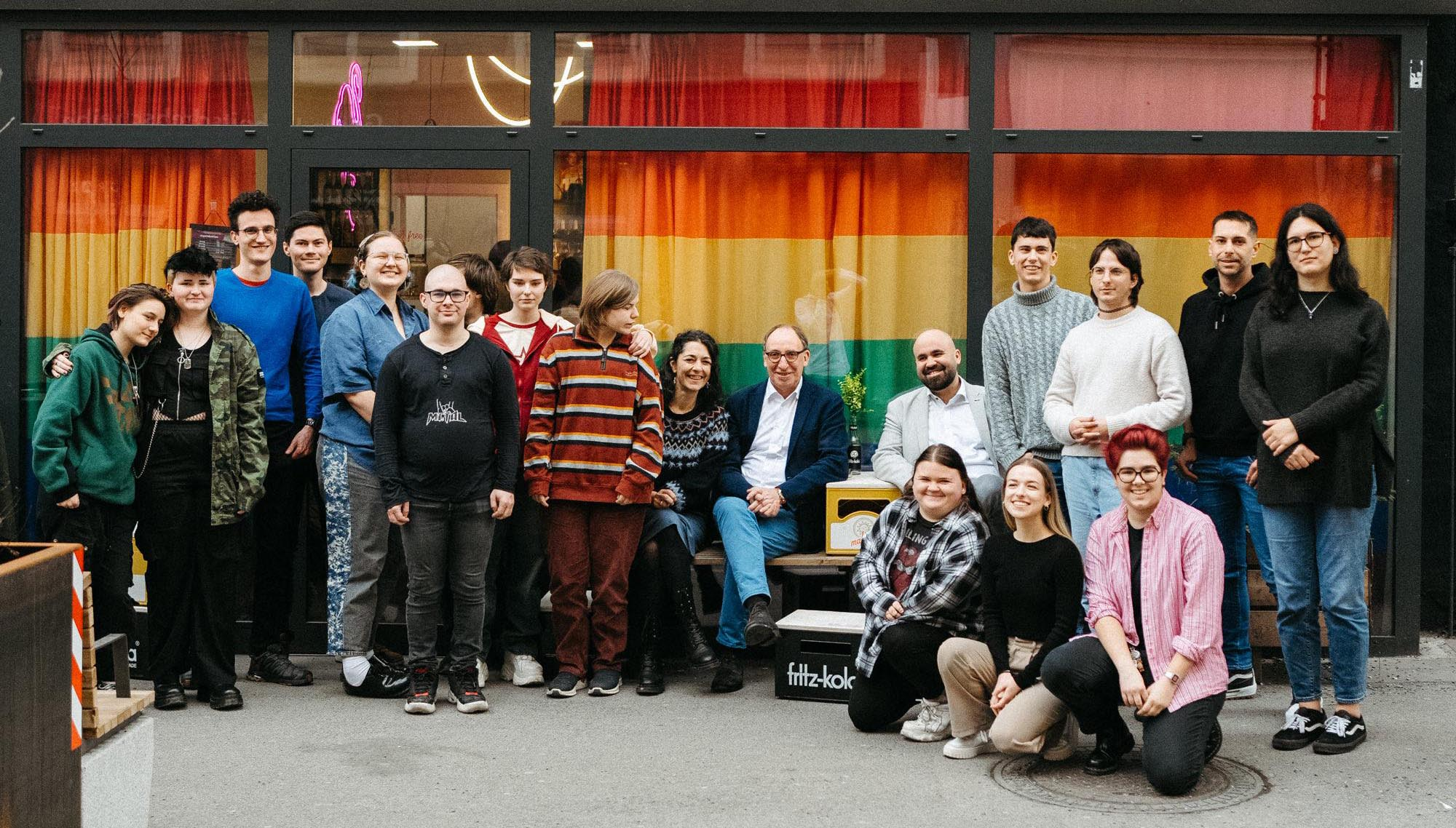
BM Rauch besucht den queerfacts Workshop im feel free

Das Schulworkshop-Projekt Liebeist.org [Liebe ist Arg] startete im Sommer 2007 als Idee einiger junger Vereinsmitglieder, „die aktiv gegen Ungleichbehandlung und Diskriminierung von anders l[i]ebenden Personen ankämpfen wollten.“ Das Ergebnis ihrer Arbeit war eine Informations- und Aufklärungsmappe, die im Herbst desselben Jahres flächendeckend an alle steirischen Schulen und Jugendeinrichtungen verschickt wurde. In der Folge wurden auch Team Workshops für Schulen konzipiert und durchgeführt.
Seit 2007 bieten die RosaLila PantherInnen Workshops speziell für Jugendliche ab 13 Jahren an Schulen, Sozial- oder Integrationseinrichtungen an. Diese Workshops sollen Jugendliche dafür sensibilisieren, dass es verschiedene, aber dennoch gleichwertige Arten zu leiben und leben, gibt. „Schwul“ soll kein Schimpfwort mehr sein und man soll sich nicht scheuen dem Begriff beschreibend zu verwenden. Noch immer ist das Coming-out eines jungen Menschen ein enormer Schritt in der Findung der eigenen Identität und Jugendliche sollten im Alltag durch Akzeptanz gestärkt und gestützt werden. Dazu braucht es unter anderem die Möglichkeit über diese Themen offen zu diskutieren.
Das Sozialministerium fördert 2023 in das steirische Workshop-Projekt. Von nun an können angestellte Teams mit dem queerfacts Workshop in Kooperation mit lokalen Organisationen queere Workshops in den Bundesländern Steiermark, Salzburg und in Wien arbeiten. 2024 wird das Bildungsprojekt erweitert und soll künftig auch in den Bundesländern Kärnten, Oberösterreich und Vorarlberg durchgeführt werden.

### Vorträge & Weiterbildungen
Die RosaLila PantherInnen bieten auch umfassende Angebote zu queeren Vorträgen und Workshops für Firmen, interessierte Organisationen, sowie Ausbildungen für im Sozial- und Jugendbereich tätige Personen österreichweit an. Sie tragen ihre Inhalte gerne vor, bringen Informationsmaterialien mit und stehen für Fragen und Diskussionen zur Verfügung.

## Gruppenangebote und Projekte

### networQ
Diversity Business Netweork Styria wollen queere/bisexuelle/trans*/generell aufgeschlossene Menschen aus dem Berufsleben miteinander vernetzen, egal ob Unternehmensleiter:in, Selbstständige:r, Angestellte:r, Arbeiter:in oder Führungskraft.

### Homosexuelle und Glaube (HuG)
Die Ökumenische Arbeitsgemeinschaft Homosexuelle und Glaube ist eine bunt gemischte Gruppe homo- und bisexueller Männer und Frauen, für die Glaube, Spiritualität, Religion und Kirche eine wichtige Rolle in ihrem Leben spielen. Sie wollen sich gegenseitig stärken, über Erfahrungen im Coming Out, in der Beziehung, der jeweiligen Kirche oder ganz einfach im täglichen Leben austauschen und gemeinsam ihre spirituellen Wurzeln suchen sowie die gemeinsame Freiheit gestalten. Zudem kämpfen sie auf kirchen- und gesellschaftspolitischer Ebene für die Rechte von Lesben und Schwulen.

### Regenbogenfamilien Steiermark
Sie richten sich an alle Menschen, die eine „queere Familienform“ leben, beziehungsweise in Zukunft leben möchten. Unabhängig davon, ob ihr euch erst mit dem Gedanken spielt, eine Familie zu gründen, schon in der Planung seid oder bereits Kinder habt- bieten sie eine Plattform für Beratung und Begegnung. Ihre Angebote umfassen Veranstaltungen für (queere) Familien, Beratungen (Peer, psychosozial und rechtlich), Informationsweitergabe und vor allem auch eine Möglichkeit sich mit anderen Regenbogenfamilien auszutauschen.

### Regenbogenchor
Der Regenbogenchor ist ein queerer Chor in Graz und eine Projektgruppe des Vereins RosaLila PantherInnen. Eine bunt gemischte Truppe aus offenen Menschen, die gemeinsam ihre Liebe zum Gesang entdeckt haben. Bei ihnen dürfen alle so sein, wie sie sind egal welcher Sexualität, welchen Geschlechts, Hautfarbe oder Religion. Seit der Gründung 2021 haben sie die Musik für sich entdeckt und hoffen, mit ihr ein Lächeln auf die Gesichter ihres Publikums zaubern zu können.

### Fachbibliothek
Die RosaLila PantherInnen bieten eine umfassende Fachbibliothek in ihrem Vereinslokal an: Fachbücher zu Queer Studies, wissenschaftliche Abhandlungen, Literatur zu lesbisch-schwulen Themen der letzten Jahrzehnte, Romane und Magazine. Die PantherInnen bieten damit Forschern, Schülern und Studenten kostenlosen Zugang zu Literatur für wissenschaftliche Arbeiten und Forschung.

### EU-Projekt „Q-Learing“
Um Diversität und Inklusion zu fördern, ist eine Sensibilisierung für die verschiedenen Barrieren und Benachteiligungen dringend erforderlich, dazu bedarf es Information, Aufklärung und Bewusstsein für die eigenen Vorurteile. Im EU-Projekt „Q-Learing“ soll dieser Sensibilisierungsprozess stattfinden. In Zusammenarbeit mit dem Begünstigtenkreis selbst (Queers/jeweils LGBTQIA+) und FachexpertInnen werden Workshops für zwei Gruppen entwickelt: Einerseits für Menschen, die in ihrem beruflichen Kontext mit queeren Themen zu tun haben – insbesondere aus den Sozialberufen. Andererseits will ein zweites Konzept jene Menschen erreichen, die sonst nie mit queeren Themen und LGBTIA+ Personen in Berührung kommen.

### Stop AIDS
1998 entstand aus dem Projekt STOP AIDS ein eigener Verein, dessen Arbeit stets mit den Aktivitäten der RosaLila PantherInnen einherging. STOP AIDS ist seit 2022 wieder ein Projekt der RosaLila PantherInnen und versteht sich als Initiative zur Hebung des Problembewusstseins in Zusammenhang mit HIV und Aids. Mit dem Verbreiten von Präventionsbotschaften und einer positiven Bewertung von „Safer Internet“ in der Öffentlichkeit tragen sie dazu bei, HIV-Neuinfektionen zu verhindern. Ihre Aktivitäten richten sich vorwiegend an Männer, die ausschließlich oder gelegentlich Sex mit anderen Männern haben (MSM).

### Fußball für alle
(Ombudsstelle) Die Ombudsstelle dient als direkte Anlaufstelle für LGBTIQ-Personen im Fußball. Hier geht es vor allem um Diskriminierung im Bereich Homophobie. Die Stelle ist aber auch sehr gut mit andren Organisationen und NGOs vernetzt um auch eine psychologische Weiterleitung oder Weiterbetreuung zu gewährleisten.

### Trans-Expert*innen-Café
In ihrem Expert*innen-Cafe sprechen sie primär über trans* und damit zusammenhängende Themen wie soziale, rechtliche sowie medizinische Transition. Doch vor allem ist es die Möglichkeit, sich mit fachkundigen Personen auszutauschen und Fragen zu stellen. Daher sind neben trans* Personen auch Angehörige, Mediator:innen sowie all jene willkommen, die sich mit diesem Thema – vielleicht erstmals – befassen. Die Treffen finden jeden ersten Dienstag im Monat statt und die Teilnahme ist kostenlos.

## Veranstaltungen

### Tuntenball

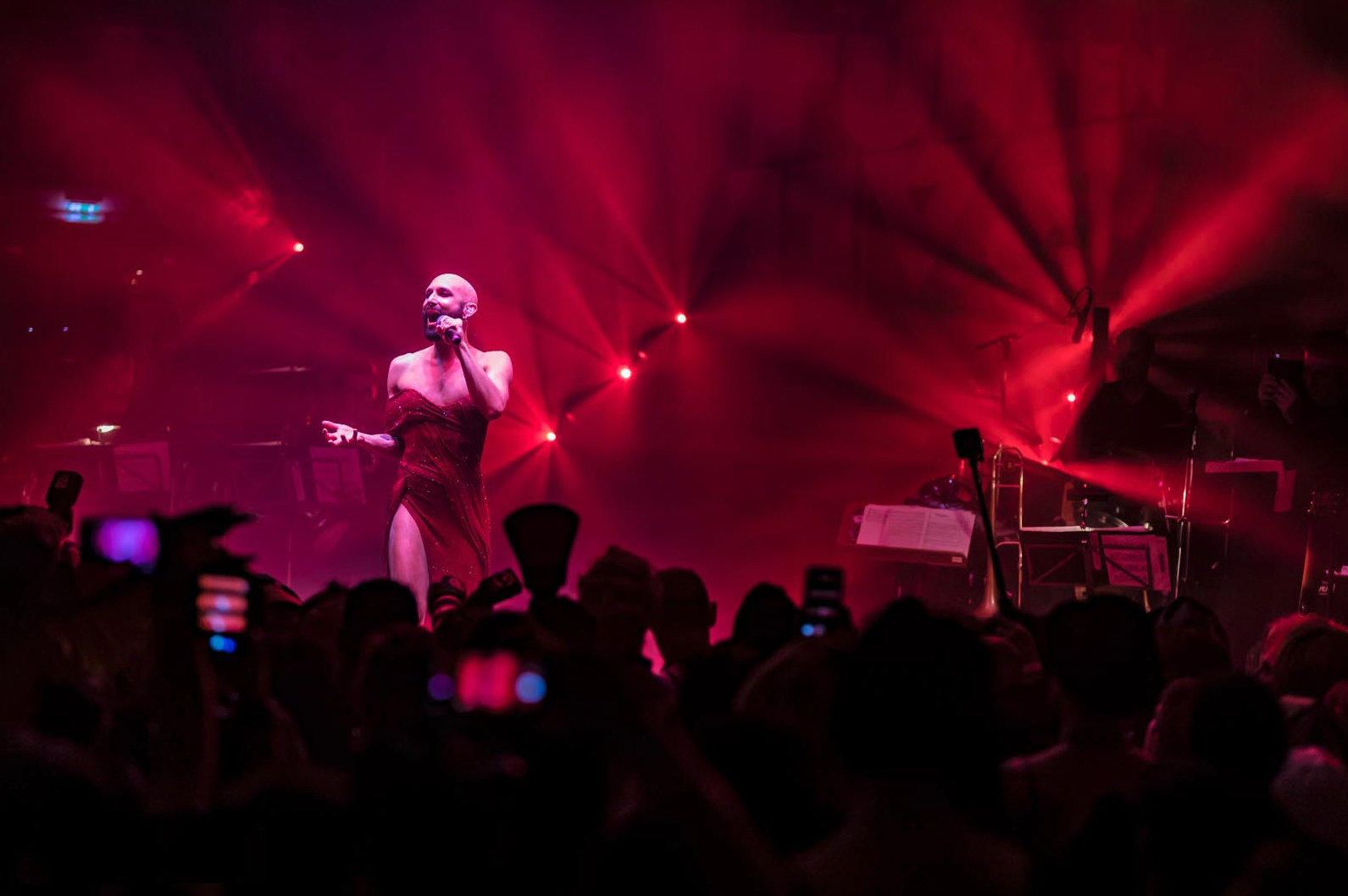
Conchita 30. Grazer Tuntenball 2019

Im Herbst 1989 forderte AIDS viele Opfer. Mit Homosexualität beschäftigte sich damals noch das Strafrecht. Man sah Freunde viel zu früh sterben und wurde damals von der Gesellschaft stigmatisiert. Eine Gruppe schwuler Männer wollte diese Isolation durchbrechen und plante ein fest von Schwulen für Schwule und ihre Freund*innen. Dieses Fest sollte aber nicht, wie bisher, versteckt in einem Keller stattfinden, sondern als klares Statement für Gleichberechtigung öffentlich wahrnehmbar sein. Nach mehr als 30 Jahren hat sich der Tuntenball von einem kleinen Fest mit 140 Gästen in der Grazer Uni-Mensa zum größten und ältesten Charityevent Europas entwickelt. Doch die Message ist dieselbe: Alle Menschen sind frei und gleich an Würde und Rechten geboren!

### CSD Graz

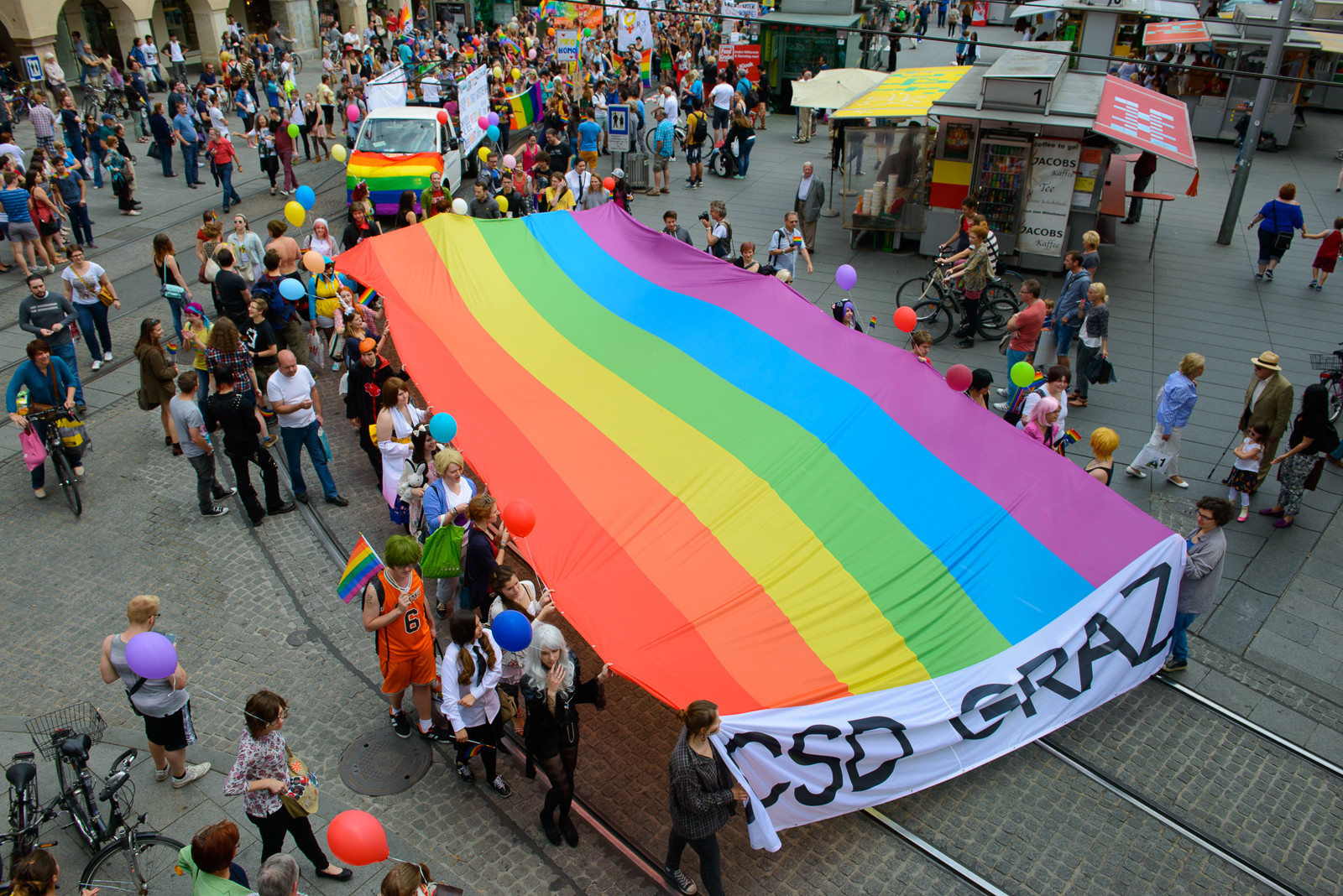
Erste CSD-Parade in Graz 2014

Seit 2012 wird das Christopher-Street Day (CSD) Parkfest im Grazer Volksgarten gefeiert. Bei diesem Fest arbeiten dutzende solidarische Vereine, Unternehmen, Parteien, KünstlerInnen und FreundInnen der schwul-lesbischen Community zusammen und gestalten ein buntes und vielseitiges Sommerfest unter dem Regenbogen.

### Porn Nights Graz
Bei dem mehrtägigen Event, werden queere-antifeministische Porno-Filme in unterschiedlichen Settings präsentiert. Fernab des herkömmlichen Mainstream-Pornos, setzen sie bei der Auswahl der Filme den Schwerpunkt auf queer-feministische (Kurz-)Filme. Diese Auswahl wird nach Aspekten der Diversität hinsichtlich sexueller Orientierung, Geschlecht und Identität getroffen, die die traditionelle heteronormative Pornographie hinterfragen.

### The FAGtory Club
The FAGtory ist ein Clubbing in der Grazer Postgarage. Die RosaLila PantherInnen haben The FAGtory erstmals im Sommer 2014 als Aftershow-Party zum CSD-Parkfest veranstaltet und aufgrund der hohen BeuscherInnenzahl eine Veranstaltungsreihe daraus gemacht. Es geht vor allem darum zu versuchen einen Nachtclub als Safer Space für alle zu schaffen. Die Party hat das politische und gesellschaftliche Ziel die Sichtbarkeit von LGBTIQA+ Personen zu fördern und Barrieren zu Cis-hetero Welten abzubauen. Falls Hilfe benötigt wird steht das durch regelmäßige Supervisionen und Schulungen sensibilisierte Awareness-Team, die Sicherheitskräfte oder das Barpersonal zur Verfügung.

### Slay Clubbing
Das „Slay!“ ist ein queeres Clubbing-Event, das regelmäßig in Graz stattfindet. Es bietet eine sichere und inklusive Umgebung für LGBTQAI+ Personen und ihren Allies, um gemeinsam zu feiern und zu tanzen. Die Veranstaltung zeichnet sich durch eine vielfältige Musikauswahl, extravagante Performances und eine offene Atmosphäre aus. Das Slay! in Graz ist ein wichtiger Treffpunkt für die queere Community und ein Ort, an dem sich Menschen frei ausdrücken und akzeptiert fühlen können.

## Geschichte des Tuntenballs

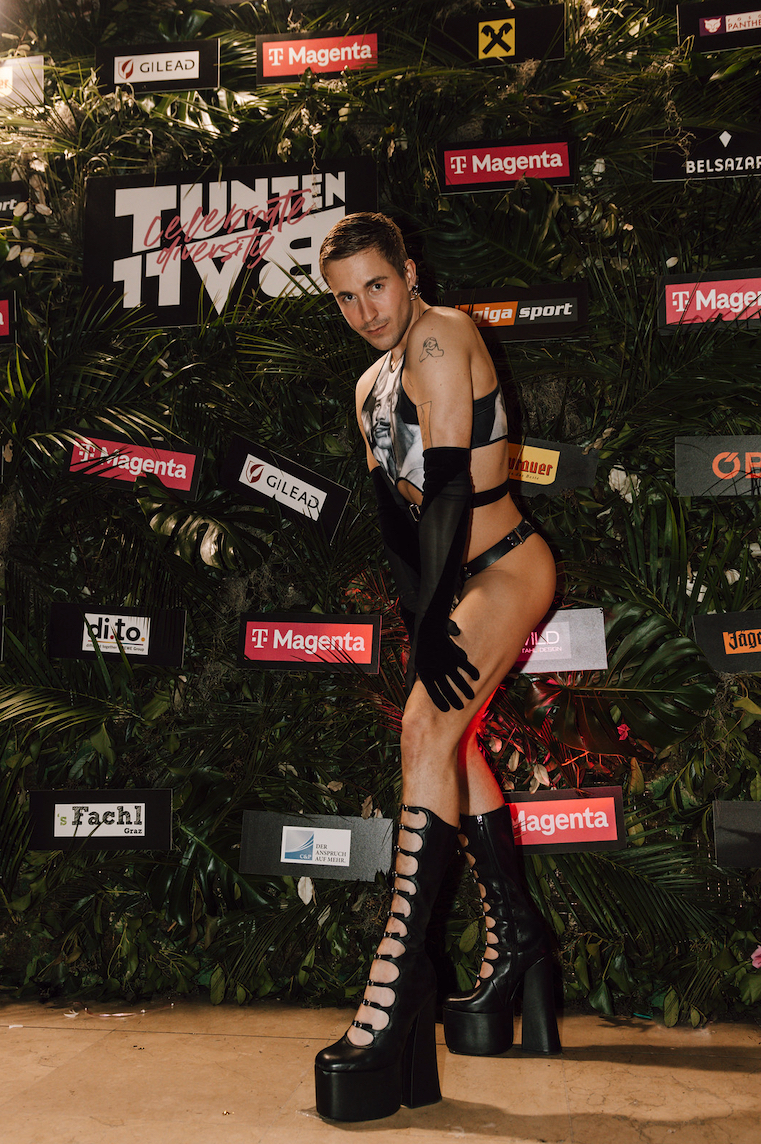
Tuntenball 2023 – Robin Solf am Red Carpet

Am 17. Februar 1990 fand in der Uni Mensa der Karl-Franzens-Universität Graz der erste Tuntenball statt, Motto: Auf Du und Du mit dem Stöckelschuh. Die Veranstalter wollten „damit selbstbewusst der oft geringschätzigen und abwertenden Haltung gegenüber Tunten, in der Öffentlichkeit wie auch in Teilen der schwulen Szene, entgegentreten“. Getanzt wurde zu Gloria Gaynors Discoversion von I Am What I Am und um Mitternacht traten Travestiekünstler aus Graz und Umgebung „mit komödiantischen Playback-Interpretationen von Arien und Schlagern“ auf.
Der Ball wurde schnell zur Institution, fand ab 1996 im Meerscheinschlössl ein neues Domizil und 2003 – in dem Jahr, in dem Graz Kulturhauptstadt Europas war – im Grazer Congress. Heute finanziert der Reinerlös des Balles den gesamten Jahresbetrieb des Vereins RosaLila PantherInnen und sichert seine finanzielle und politische Unabhängigkeit. Am 22. Februar 2014 fand der 25. Grazer Tuntenball statt – unter dem Motto Nostalchic – Anything Goes. Die Grußadresse Elisabeth Gürtlers begann mit einem Zitat Gustav Mahlers: „Tradition ist die Weitergabe des Feuers und nicht die Anbetung der Asche.“ Stargast war Lilo Wanders, 2.400 Gäste tanzten durch die Nacht.

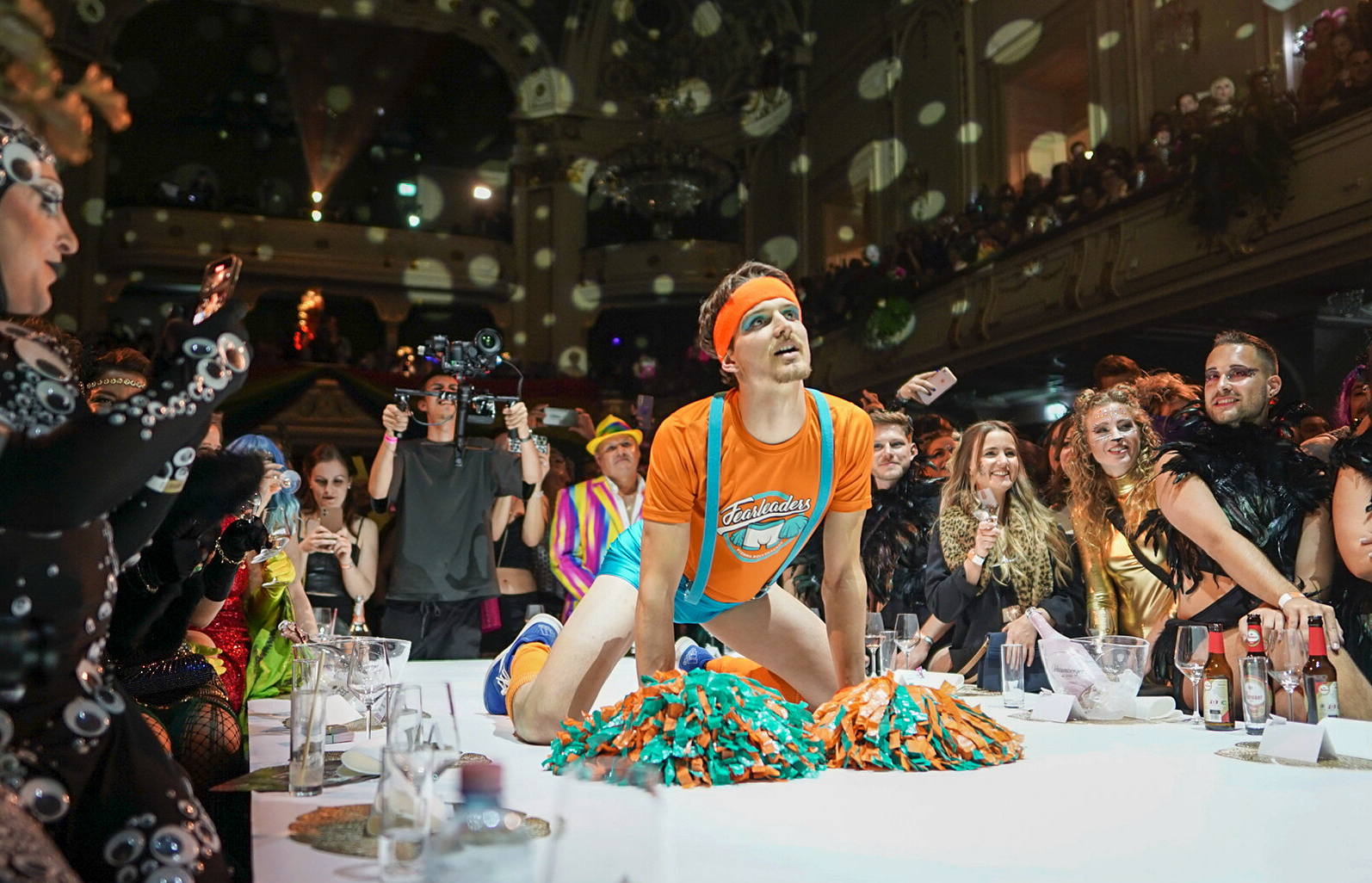
Tuntenball 2023 – Planet Exotica, Eröffnungsshow mit den Fearleaders

Im März 2019 wurde im GrazMuseum die Ausstellung „ganz normal anders“ zu 30 Jahre Tuntenball gezeigt.
2020 fand der Tuntenball am 15. Februar unter dem Motto „Act!“ statt.
Wegen Beschränkungen im Zuge der COVID-19-Pandemie wurde der Tuntenball 2021 (Motto: Extravaganza) auch als Dinner-Show im Stefaniensaal mit 300 + 200 sitzenden Gästen und ebenso 2022 (Planet Exotica) abgesagt.

## Politische Arbeit
Die PantherInnen sahen sich seit der Gründung auch als politische Aktionsgruppe, entschlossen die Anerkennung und Gleichstellung der von ihnen vertretenen Bevölkerungsgruppe durchzusetzen. Daher nutzten und nutzen sie auch regelmäßig die Publicity rund um den Tuntenball für Öffentlichkeitsarbeit zu Gleichstellungsfragen.
In drei Fällen erreichten die PantherInnen politische Erfolge von überregionaler Bedeutung:

### Pflegefreistellung im Landesdienst
Bereits 1996 erreichten die PantherInnen, dass steirische Landesbedienstete, die in gleichgeschlechtlichen Lebensgemeinschaften leben, im Krankheitsfall ihres Partners Pflegeurlaub eingeräumt bekommen. Es handelte sich hierbei um das erste Bundesland Österreichs, welches eine derartige Regelung einführte, und war umso überraschender, als die damalige Landeshauptfrau Waltraud Klasnic von der ÖVP gestellt wurde.

### Bindestrich im Doppelnamen
Als die Eingetragene Partnerschaft (EP) für gleichgeschlechtliche Partner 2010 in Österreich eingeführt wurde, bestanden rund sechzig Ungleichstellungen zum Institut der Ehe. Zum einen wurde der EP von der ÖVP der Familienstatus vorenthalten, zum anderen wurden alle Formen von Adoptionen und medizinisch unterstützter Fortpflanzung verboten. Als demütigend wurde von vielen Paaren angesehen, dass sie einerseits die Zeremonie ihrer Verpartnerung – ausschließlich auf Grund der rigiden Linie der ÖVP – nicht am Standesamt feiern durften, sondern vor der Bezirkshauptmannschaft, dass ihr gemeinsamer Nachname nicht als Familienname gilt und dass ihnen bei Wahl eines Doppelnamens der Bindestrich verweigert wurde. Dies ermöglichte jedem Personalchef bereits bei Sichtung einer Bewerbung festzustellen, dass es sich um einen Bewerber in gleichgeschlechtlicher Partnerschaft handelt.
Zwei verpartnerte Mitglieder der PantherInnen klagten beim Verfassungsgerichtshof gegen die Diskriminierung des fehlenden Bindestrichs und setzten durch, dass künftig auch eine EP zu einem Doppelnamen mit Bindestrich führen kann. Das Urteil gilt für ganz Österreich.

### Trauungssaal für alle
Obwohl gleichgeschlechtliche Paare seit 2010 in Österreich eine Eingetragene Partnerschaft eingehen können, verwehrte der Grazer Bürgermeister Siegfried Nagl die Zeremonie für lesbische und schwule Paare im Grazer Trauungssaal im Rathaus. Die PantherInnen wehrten sich von Anbeginn gegen diese Zurücksetzung und gründeten schließlich im Sommer 2013 – gemeinsam mit Sozialistische Jugend, Grazer SPÖ, KPÖ und den Piraten – eine Plattform und starteten eine Unterschriftenaktion.
Bereits im August desselben Jahres öffnete Bürgermeister Nagl – einem Urteil des Verfassungsgerichtshofs folgend – ab 1. September den Trauungssaal auch für gleichgeschlechtliche Paare. Danach suchte der Bürgermeister einen neuen Namen für den Trauungssaal des Grazer Rathauses, da es sich bei Verpartnerung nicht um eine Trauung handle. Bislang wurde der neue Name noch nicht gefunden.

## Österreichweite Vernetzung
Die PantherInnen engagierten sich seit ihrer Gründung stark für Vernetzung auf der nationalen Ebene. Sie organisierten 1993 das 3. Österreichische Lesben- und Schwulenforum (ÖLSF) und zählten zu den Mitgründern des gleichnamigen Vereins, der am 4. Februar 1995 in Graz seine Gründungsversammlung abhielt. Die PantherInnen beteiligten sich auch am Internationalen Menschenrechts-Tribunal zum Thema 50 Jahre Zweite Republik, 50 Jahre Unterdrückung von Lesben und Schwulen in Wien und 1996 an der ersten Regenbogenparade. Beim Dornbirner ÖLSF-Forum erregten die Grazer Aktivisten und Aktivistinnen hohe Aufmerksamkeit mit einer Straßenaktion. Besonders engagiert für die Vernetzung waren die Panther Kurt Zernig und Hans-Peter Weingand, die auch heute noch dem Vereinsvorstand angehören, sowie der langjährige Vorsitzende Heinz Schubert. Die Partnerseite ihrer Website belegt, wie intensiv die PantherInnen auf lokaler und nationaler Ebene vernetzt sind.

## Magazin
Als Vorgängerverein der PantherInnen gilt die Homosexuelle Initiative Steiermark (HOSI Steiermark), die von 1983 bis 1989 bestand. Deren Zeitschrift war die – ebenfalls bis 1989 herausgegebene Rosa Buschtrommel. Die PantherInnen führten diese Tradition fort, indem sie ihre seit 1992 bestehende Zeitschrift RosaLila Buschtrommel nannten. Im Jahr 2000 wurde die Buschtrommel mit der Zeitschrift der HOSI Linz – PRIDE – fusioniert und erschien bis 2020 als Joint Venture der beiden Vereine. Zwischen 2008 und 2014 nahm auch der Verein Homosexuelle Initiative Tirol (HOSI) an diesem gemeinsamen Projekt teil. Die HOSI Linz ist 2020 aus diesem Joint Venture Verein ausgetreten.
Von einer reinen Mitgliederinformationsschrift in einer Auflage von 100 Stück hat sich die Zeitschrift zu einem Magazin mit einer Auflage von 7000 Stück im Jahr 2014 entwickelt.
Seit 2021 erschien das Nachfolgeprojekt unter dem neuen Namen "Das Querformat" sechs Mal jährlich in Graz und Wien. Das Magazin ist das zweitgrößte nichtkommerzielle Printmedium für LGBTI-Personen in Österreich. Alle Artikel bzw. die Ausgaben selbst sind im Online-Archiv des Projektes abrufbar.
Aufgrund von Teuerungen mussten Sparmaßnahmen getroffen werden und daher erscheint Das Querformat seit 2024 nur einmal jährlich zum Tuntenball, der das Projekt finanziert.

## Edition Regenbogen
In der Studienreihe Homosexualität des Vereins sind bislang u. a. folgende Bände erschienen:
- Karin Pirolt, Kurt Zernig, Hans-Peter Weingand: Was wäre wenn? – Eingetragene Partnerschaften von Lesben und Schwulen in Österreich. Vergleichende Darstellung der rechtlichen Instrumente für gleichgeschlechtliche Paare in Europa und eine Abschätzung der finanziellen Auswirkungen auf die öffentlichen Hände bei Einführung der eingetragenen Partnerschaft nach dänischem Muster in Österreich. Im Auftrag des Ludwig-Boltzmann-Institutes zur Analyse wirtschaftspolitischer Aktivitäten. (Edition Regenbogen – Studienreihe Homosexualität, Bd. 1). Graz 2000, ISBN 3-902080-00-0.
- Julius Zinner: Entspricht die Bestrafung der Homosexuellen unserem Rechtsempfinden? Hrsg. und Kommentiert von Hans-Peter Weingand. (Edition Regenbogen – Studienreihe Homosexualität, Bd. 2). Graz 2009, ISBN 978-3-902080-01-1.
- Martin J. Gössl: Als die erste Münze flog und die Revolution begann. (Edition Regenbogen – Studienreihe Homosexualität, Bd. 3). Graz 2009, ISBN 978-3-902080-02-8.
- Martin J. Gössl: Von der Unzucht zum Menschenrecht. Eine Quellensammlung zu lesbisch-schwulen Themen in den Debatten des österreichischen Nationalrats von 1945 bis 2002. (Edition Regenbogen – Studienreihe Homosexualität, Bd. 4). Graz 2012, ISBN 978-3-902080-03-5.

## Vereinsvorstände
| Generalversammlung | Vorsitz              |
| ------------------ | -------------------- |
| seit 2016          | Joe Niedermayer      |
| 2012–2016          | Martina Weixler      |
| 2008–2012          | Kurt Zernig          |
| 2006–2008          | Nicola Scharfetter   |
| 2001–2006          | Heinz Schubert       |
| 1999–2001          | Christian Grad       |
| 1998–1999          | Felix Moser          |
| 1997–1998          | Brigitte Hinteregger |
| 1996–1997          | Kurt Zernig          |
| 1994–1996          | Heinz Schubert       |
| 1992–1994          | Robert Mayr          |
| 1991–1992          | Kurt Zernig          |